# 1544년

## 연호
- 명(明) 가정(嘉靖) 23년
- 일본(日本) 덴분(天文) 13년
- 후 레 왕조(後黎朝) 응우옌호아(元和) 12년
- 막 왕조(莫朝) 꽝호아(廣和) 4년

## 기년
- 류큐(琉球) 쇼세이왕(尚清王) 18년
- 명(明) 세종 가정제(世宗 嘉靖帝) 23년
- 조선(朝鮮) 중종(中宗) 39년
- 후 레 왕조(後黎朝) 장종(莊宗) 12년
- 막 왕조(莫朝) 헌종(憲宗) 4년

## 탄생
- 1월 19일 - 프랑스의 왕 프랑수아 2세. (~1560년)
- 3월 11일- 이탈리아의 시인 토르콰토 타소. (~1595년)

### 미상
- 조선의 배응경(裵應褧)
- 조선의 이로(李魯)
- 조선의 조원(趙瑗)
- 조선의 무신 이종장(李宗張)
- 조선의 박이현(朴而絢)
- 조선의 송선(宋瑄)
- 조선의 정윤복(丁胤福).
- 조선의 문신 조헌(趙憲). (~1592년)
- 조선의 현덕량(玄德良)
- 조선의 황섬(黃暹)
- 조선의 박동현(朴東賢)
- 조선의 임탁(任鐸)

## 사망
- 11월 29일 - 조선의 제11대 국왕 중종. (1488년~)